# Овчинникова Юлія Юріївна
Овчинникова Юлія Юріївна (нар. 24 березня 1985, Донецьк, УРСР) — українська вчена у галузі екології, кандидат біологічних наук, з 2019 — народний депутат від «Слуги народу».

## Політика
Член Комітету ВРУ з питань екологічної політики та природокористування, голова підкомітету з питань лісових ресурсів, біорізноманіття, природних ландшафтів, об‘єктів природно-заповідного фонду та з питань адаптації законодавства України до положень права ЄС. Членкиня делегації у Парламентській асамблеї Ради Європи. Співголова групи з міжпарламентських зв'язків з Литовською Республікою. Входить у склад делегації Української частини Парламентського комітету асоціації Україна-ЄС.
До 2022 — голова підкомітету з питань лісових ресурсів, об'єктів тваринного та рослинного світу, природних ландшафтів та об'єктів природно-заповідного фонду. 
З 12 грудня 2019 — співголова об'єднання «Гуманна країна», створеного за ініціативи UAnimals для популяризації гуманістичних цінностей та захисту тварин від жорстокості.
Як член делегації у Парламентській асамблеї Ради Європи увійшла до складу групи Альянс лібералів і демократів за Європу та стала членом Комітету із соціальних питань, охорони здоров'я та сталого розвитку, а також Комітету з питань культури, науки, освіти та медіа.
Увійшла до Міжнародного альянсу парламентарів за визнання екоциду.
7-19 грудня 2022 — увійшла до складу делегації України на 15-й нараді Конференції Сторін Конвенції про охорону біологічного різноманіття (7-19 грудня 2022, Монреаль).

## Освіта та наукова діяльність
2007 — закінчила Донецький національний університет за спеціальністю «біологія».
2007—2010 — навчалася в аспірантурі в Донецькому національному університеті за спеціальністю «екологія».
У липні 2019 року в Інституті агроекології та природокористування НААН України захистила дисертацію «Науково-методичні основи оптимізації екологічної мережі Східного Поділля», кандидат біологічних наук (екологія).

## Професійна діяльність
2011 — заступник голови ППО студентів та аспірантів Донецького національного університету.
2011—2014 — завідувач лабораторії з методичного забезпечення міждисциплінарного навчання та стажування Донецького національного університету.
2014—2018 — доцент кафедри зоології та екології Донецького національного університету імені Василя Стуса (Вінниця).
В рамках програми Erasmus+ Staff Mobility for Teaching також викладала на природничому факультеті Університету Вітовта Великого у Каунасі (Литва).
2016—2019 — в.о. декана біологічного факультету Донецького національного університету імені Василя Стуса у Вінниці.

## Громадська діяльність
2009—2010 — стипендіат Президента України.
З 2011 по 2020 роки очолювала ГО "Донецька обласна молодіжна громадська організація «Молодіжна ініціатива міст». Брала участь у молодіжних проектах Європейського Союзу (Youth in Action, Erasmus+) у Великій Британії, Німеччині, Польщі, Азербайджані. Була також обрана координаторкою робочої групи з міждисциплінарності Європейської Ради аспірантів та молодих учених у Брюсселі (Бельгія).
З 2013 року керує програмою «Волонтерський Рух Донеччини».
2015—2017 та 2019 — делегат від України в Європейській раді аспірантів та молодих учених (Eurodoc). Крім того, була обрана до Ради молодих учених при Міністерстві освіти і науки України.

## Нагороди та відзнаки
- Лауреат Премії Кабінету Міністрів України за особливі досягнення молоді у розбудові України за 2018 рік, за культурно-мистецьку та наукову діяльність, збереження і популяризацію історичної та культурної спадщини[16](2019).
- Лауреат Премії Верховної Ради України за внесок молоді у розвиток парламентаризму та самоврядування (2016)[17].
- Стипендіат Президента України (2009—2010).
- Переможниця конкурсу «Молода людина року» у номінації «Найкращий молодіжний лідер» (2013).